# Moonsorrow
Moonsorrow é uma banda de folk/black metal da Finlândia. Eles distanciam-se de outras bandas de folk, enfatizando que sua música é pagã e espiritual e que desafia o ouvinte, em vez que ser alegre e dançante. Os membros da banda tem graus variáveis de crença pagã mas eles carregam a espiritualidade do paganismo para ter inspiração para as letras.

## Membros

### Formação atual
- Ville Sorvali – baixo, vocais (1995–atualmente)
- Henri Sorvali – guitarra, teclado, acordeon, vocais (1995–atualmente)
- Marko Tarvonen – bateria, vocal de apoio (1999–atualmente)
- Mitja Harvilahti – guitarra, vocal de apoio (2001–atualmente)
- Markus Eurén – teclado, vocal de apoio (2001–atualmente)

### Artistas convidados
- Janne Perttilä – guitarra (2007–atualmente)
- Tomas Väänänen – vocal de apoio (no álbum V: Hävitetty)

## Discografia

### Álbuns de estúdio
- Suden Uni (2001)
- Voimasta ja Kunniasta (2001)
- Kivenkantaja (2003)
- Verisäkeet (2005)
- Viides Luku - Hävitetty (2007)
- Varjoina kuljemme kuolleiden maassa (2011)
- Jumalten aika (2016)

### EP
- Tulimyrsky EP (2008)

### Álbuns demo
- Thorns of Ice (1996)
- Metsä (1997)
- Promo (1997)
- Tämä Ikuinen Talvi (1999)